# Landgraviat de Leuchtenberg
1196–1808
Entités précédentes :
- Duché de Bavière

Entités suivantes :
- Royaume de Bavière

Le landgraviat de Leuchtenberg est un ancien État du Saint-Empire romain, dont le titulaire avait, comme prince, siège et voix à la Diète d'Empire. Les landgraves ayant pour résidence les châteaux de Leuchtenberg et de Pfreimd  régnaient sur un territoire d'environ 250 km² dans le Haut-Palatinat actuel 
Créé en 1196, il constitue la plus vaste des seigneuries laïques bavaroises situées en dehors du domaine des Wittelsbach. Après la mort du dernier landgrave en 1646, son territoire est rattaché aux possessions des électeurs de Bavière. En 1808, l'ancien landgraviat s'est dissous au sein du royaume de Bavière.

## Histoire

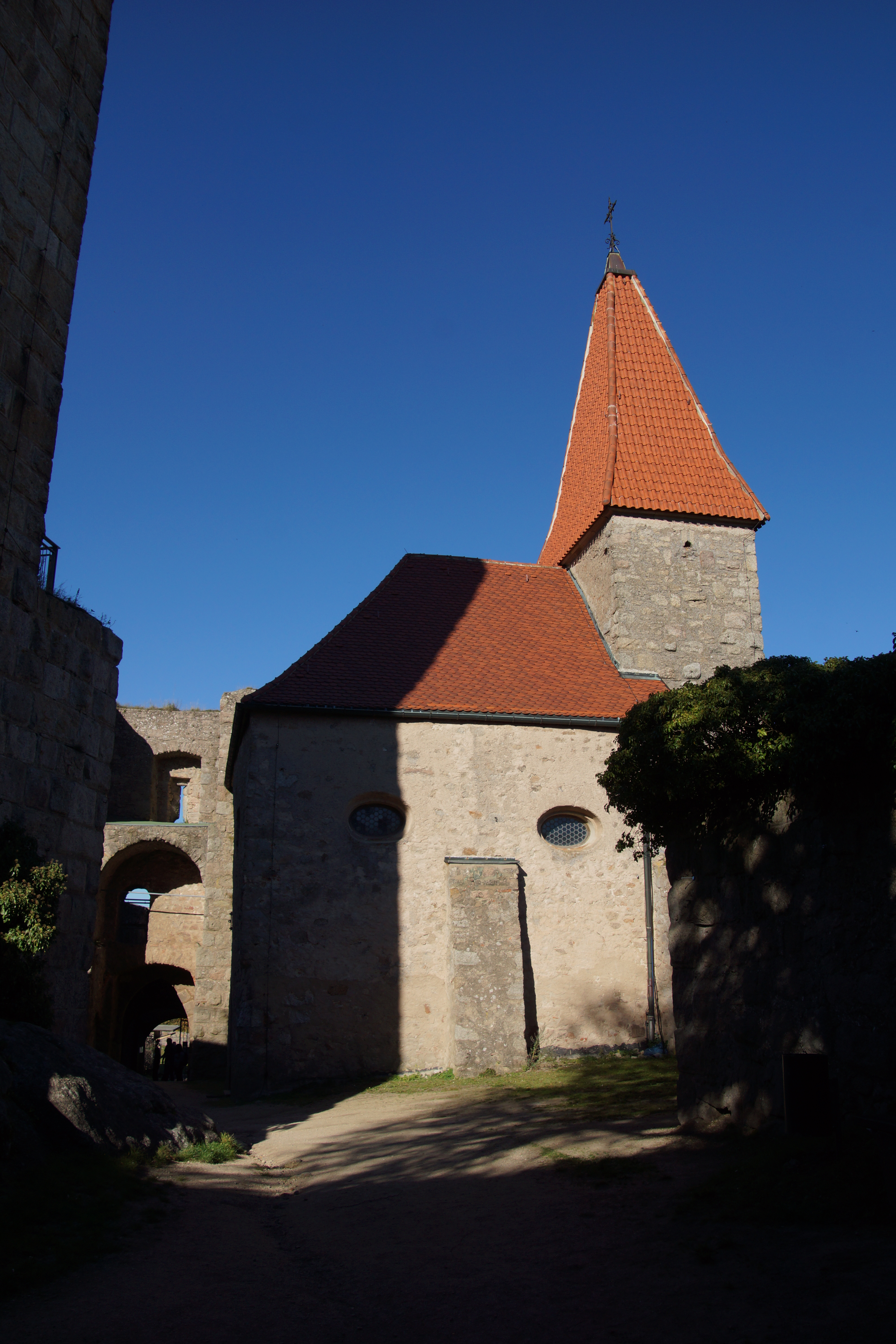
Ruines du château de Leuchtenberg.

La noble famille des Leuchtenberg est mentionnée pour la première dans le XIIe siècle. Gebhardt II de Leuchtenberg († 1168) accompagna l'empereur Frédéric Barberousse en campagne vers l'Italie et a été nommé comte. Son successeur Diepold Ier († 1209) a reçu le titre de landgrave en 1196 ; il était un partisan de Philippe de Souabe, élu roi des Romains en 1198, mais revint à la cour d'Otton IV après la mort de Philippe en 1208. Le landgrave Gebhardt III († 1244) épousa Élisabeth, fille du burgrave Frédéric Ier de Nuremberg-Zollern. Son frère Diepold II a participé à la sixième croisade de 1228-1229 sous l'empereur Frédéric II.
Le landgrave Ulrich Ier († 1334) acquiert de nombreux domaines, dont le château de Pfreimd où il déplaça sa résidence. Il a combattu aux côtés du roi Louis IV contre les forces de Frédéric le Bel dans la bataille de Mühldorf en 1322 ; plus tard, il fut envoyé du roi Jean de Bohême à la Papauté d'Avignon. Ses fils Jean et Ulrich II étaient au service de l'empereur Charles IV et Venceslas de Luxembourg. Le landgrave Jean fonde l'abbaye de Sankt Oswald en 1396 et était gouverneur au service du duc Jean III de Bavière-Straubing. Léopold de Leuchtenberg  († 1463) a soutenu l'empereur Sigismond dans les croisades contre les hussites ; en échange, il est élevé au prince du Saint-Empire.
Le landgraviat, en 1707, passa par héritage dans la maison de Bavière. En 1817, le roi Maximilien-Joseph de Bavière le céda avec une partie de la principauté d'Eichstätt à son gendre, Eugène Beauharnais, ancien vice-roi d’Italie, qui prit alors le titre de duc de Leuchtenberg et prince d’Eichstätt, en faisant abandon à la couronne de Bavière, en échange de ces domaines, de l’indemnité de 5 millions de francs à lui due par le royaume des Deux-Siciles pour ses dotations à Naples.
Le duc obtint pour lui et ses successeurs, par ordre de primogéniture, le titre d’altesse royale ; les autres membres de sa famille portent le titre de prince et de princesse, avec la qualification d’altesse sérénissime. La maison de Leuchtenberg en Bavière, prenait rang immédiatement après la famille royale, et, en cas d’extinction de la ligne mâle, elle arrivait à la couronne par représentation de la ligne féminine.

## Source
« Landgraviat de Leuchtenberg », dans Pierre Larousse, Grand dictionnaire universel du XIXe siècle, Paris, Administration du grand dictionnaire universel, 15 vol., 1863-1890 [détail des éditions].